# Královec (stacja kolejowa)
Královec – stacja kolejowa w miejscowości Královec, w kraju kralovohradeckim, w Czechach. Stacja graniczna prowadząca przez byłe przejście graniczne Královec - Lubawka z czeskiego Trutnova do Jeleniej Góry przez Kamienną Górę.

## Połączenia
W okresie letnim od maja do sierpnia w weekendy uruchamiane są trzy pociągi Kolei Dolnośląskich kursujące pomiędzy Jelenią Górą/Wrocławiem a czeskim Trutnovem; jedno połączenie dodatkowo wydłużono do Svoboda nad Úpou. Od stacji, mimo iż cały czas kursuje SA134 Kolei Dolnośląskich, bilety są nabywane już u czeskiego konduktora GW Train Regio. W pociągu relacji Trutnov hl. n. - Jelenia Góra bilet nabyty do punktu "Královec Gr." ważny jest do polskiej stacji Lubawka. Sama stacja Královec od dawna nie posiada stałej obsady, a przejazdy kolejowo-drogowe i rozjazdy są obsługiwane przez drużynę pociągową.